# Santoor indiano

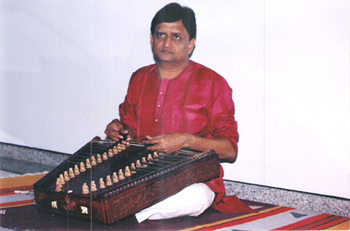
O santoor.

O santoor é um antigo instrumento de cordas usado na música indiana tradicional, especialmente como acompanhamento de canções populares da Caxemira. O santoor  possui mais de 100 cordas percutidas.
Originalmente, o nome do instrumento era shata-tantri veena, que, em sânscrito, significa veena de 100 cordas.  Em antigas inscrições indianas há referência à Shata tantri veena. A denominação  "santoor" deve-se  à influência da língua persa na Índia.Atualmente, o termo veena ou vina refere-se a um instrumento específico porém, em tempos antigos, era uma designação comum  a vários instrumentos de cordas.